# Tanacetum cappadocicum
Tanacetum cappadocicum — вид рослин з роду пижмо (Tanacetum) й родини айстрових (Asteraceae); ендемік Туреччини.

## Опис
Рослина сіро шовковиста. Прикореневі листки перисторозсічені; сегменти еліптичні, цілісні або тризубчасті. Стеблові листки сидячі та дрібніші. Квіткових голів 3–6 у компактному щитку. Язичкових квіток 5–8, вони 4–7 мм.

## Середовище проживання
Ендемік азійської Туреччини. Населяє кам'янисті схили на висотах 2000–2800 метрів.